# Love Me or Leave Me
Love Me or Leave Me is een Amerikaanse musicalfilm uit 1955 over de zangeres en actrice Ruth Etting. Deze film werd geregisseerd door Charles Vidor en won een Oscar voor beste scenario. De filmtitel verwijst naar een van Etting's bekendste nummers.

## Verhaal
Ruth Etting is een revuedanseres, die droomt van een carrière als zangeres. De crimineel Martin Snyder heeft een oogje op haar. Hij biedt haar aan om een handje te helpen bij haar carrière. Aanvankelijk weigert ze op zijn aanbod in te gaan, maar uiteindelijk wordt Snyder haar impresario en zelfs haar echtgenoot.

## Rolverdeling
| Acteur           | Personage         |
| ---------------- | ----------------- |
| Doris Day        | Ruth Etting       |
| James Cagney     | Martin Snyder     |
| Cameron Mitchell | Johnny Alderman   |
| Robert Keith     | Bernard V. Loomis |
| Tom Tully        | Frobisher         |
| Harry Bellaver   | Georgie           |
| Richard Gaines   | Paul Hunter       |
| Peter Leeds      | Fred Taylor       |
| Claude Stroud    | Eddie Fulton      |
| Audrey Young     | Jingle Girl       |
| John Harding     | Greg Trent        |